# Premier chevalement de la fosse no 15 - 15 bis des mines de Lens
Le premier chevalement de la fosse n° 15 - 15 bis des mines de Lens est construit en 1909 sur ce charbonnage du bassin minier du Nord-Pas-de-Calais puis démoli pendant la Première Guerre mondiale. Unique, il mesurait 75 mètres de haut et surmontait les deux puits en même temps.

## Histoire

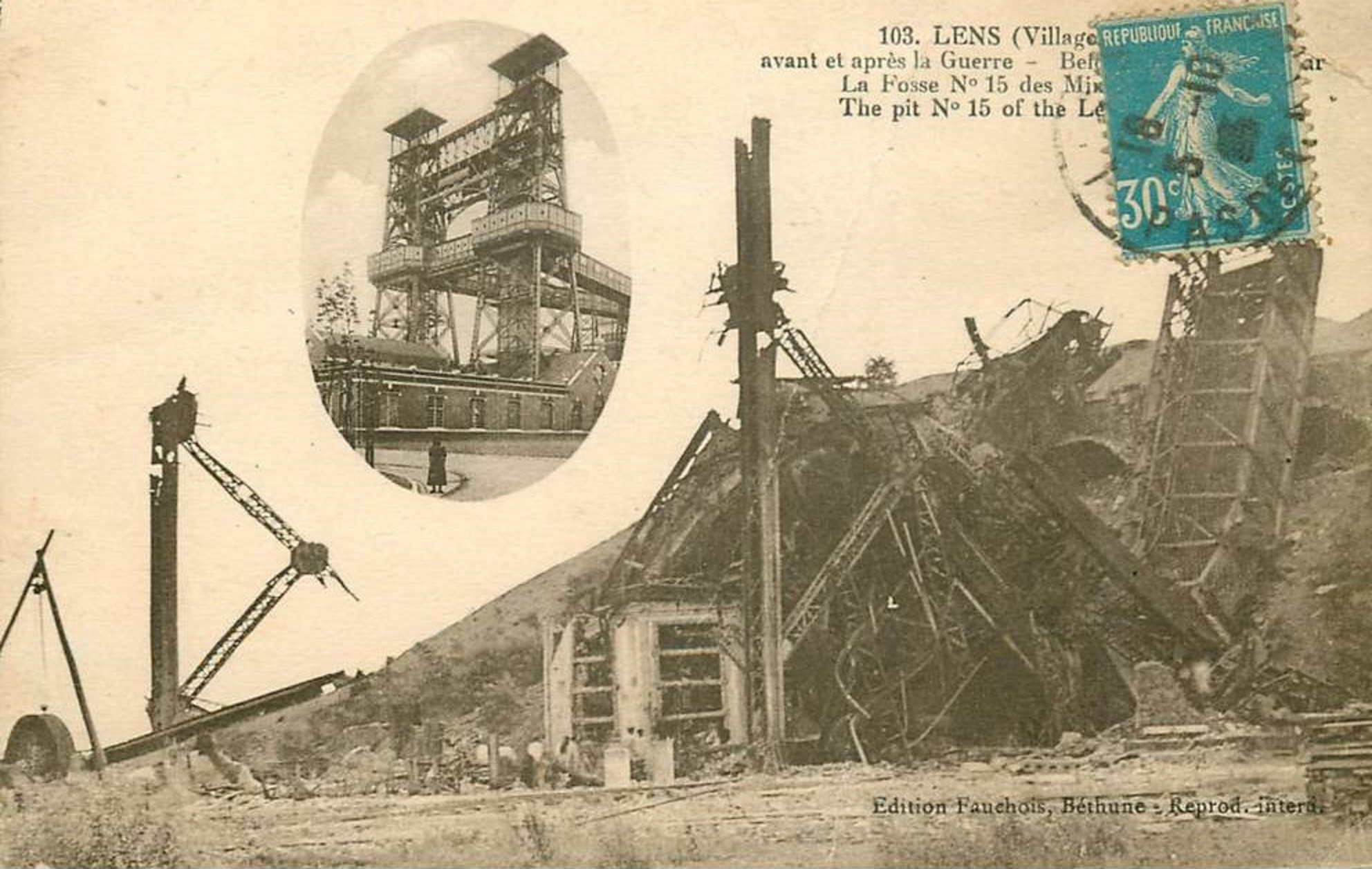
La structure détruite pendant la Première Guerre mondiale.

La fosse no 15 - 15 bis est creusée entre 1905 et 1909, l'un des puits atteint 297 mètres de profondeur et l'autre 527 mètres. La Compagnie des mines de Lens décide d'y édifier un chevalement double de grande taille. La construction est assurée par la société Fives-Lille tandis que la partie mécanique des machines est installée par la société Dubois et Cie d'Anzin, enfin la partie électrique l'est par la Thomson-Houston Electric Company. Les machines d'extraction se composent de bobines de sept mètres de diamètre mises en mouvement par des moteurs de 850 chevaux alimentés en courant continu. Ce dispositif devait permettre l'extraction de 25 000 tonnes quotidiennes de houille.
Pendant la Première Guerre mondiale, la concession de Lens est transformée en champ de bataille. La structure du chevalement est fragilisée et partiellement démolie par les Allemands avant leur déroute. Les Anglais, qui libèrent le secteur, ont surnommé la structure « Tower Bridge », en raison de la similitude avec le célèbre monument londonien. Le site est finalement rasé et de nouveaux bâtiments surmontés de deux chevalements de type avant-carré porteur, plus classiques, et propres à la Compagnie des mines de Lens, sont construits,.

## Architecture

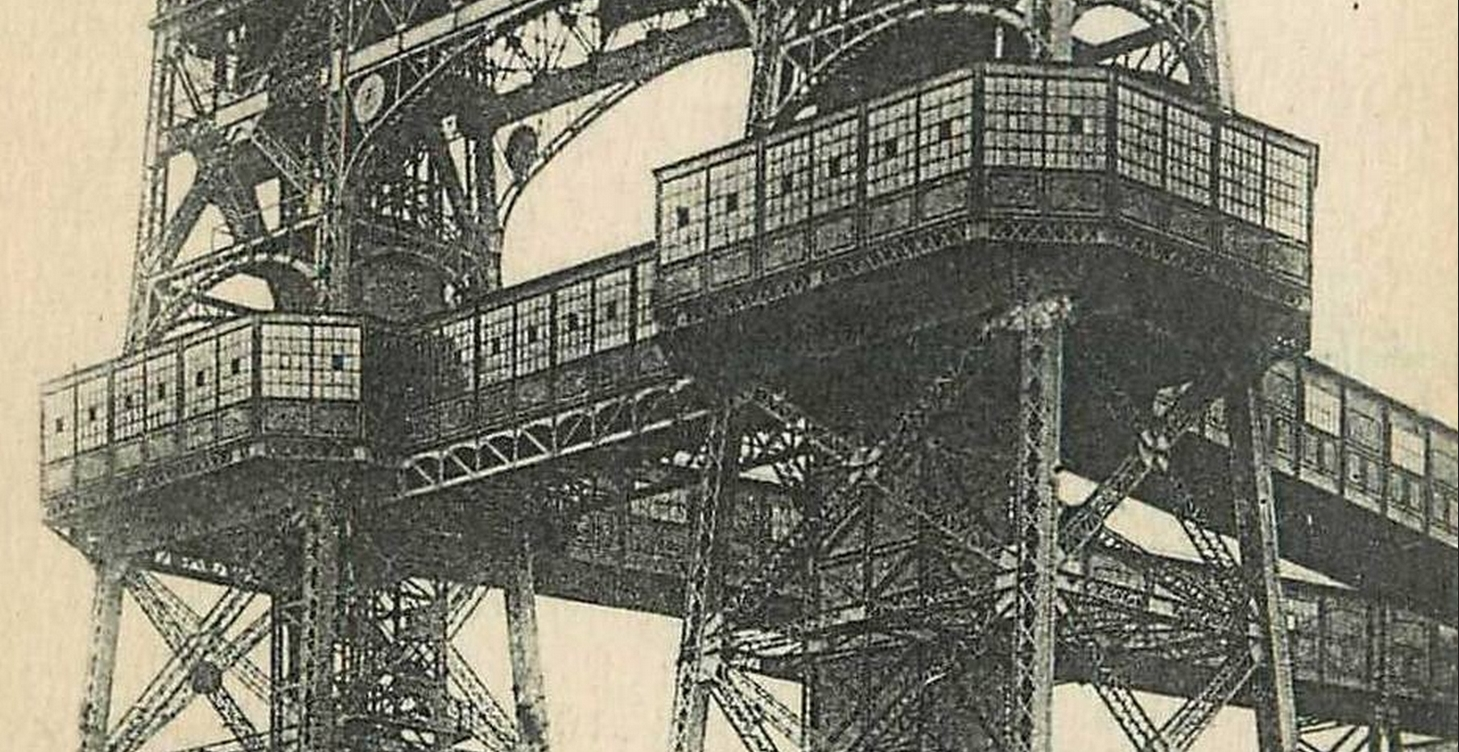
La recette du jour.

Ce chevalement double est unique dans le bassin minier du Nord-Pas-de-Calais. Il est composé de deux hautes tours de 75 mètres, composées de poutrelles à treillis en fer. Une passerelle est installée à 32 mètres de hauteur, entre les tours et abrite la recette, qui est prolongée de 67 mètres en arrière du chevalement pour rejoindre les ateliers de triage, installés sur un remblai de 22 mètres de hauteur.